# Lithophane atara
Lithophane atara là một loài bướm đêm thuộc họ Noctuidae. Nó được tìm thấy ở British Columbia, Manitoba và phía tây Ontario.
Chiều dài của cánh trước khoảng 18–20 mm. Con trưởng thành bay từ tháng 8 đến tháng 9.
Ấu trùng ăn cây thông Pinus contorta và Pinus ponderosa.